# کارمن ویس
کارمن ویس (انگلیسی: Carmen Weiß؛ زادهٔ ۱ مارس ۱۹۶۸) بازیکن فوتبال اهل آلمان شرقی است.
از باشگاه‌هایی که در آن بازی کرده‌است می‌توان به باشگاه فوتبال کمنیتس اشاره کرد.
وی همچنین در تیم ملی فوتبال East Germany بازی کرده‌است.